# Bea Espejo
Beatriz Espejo Arce (Vilanueva y Geltrú, Barcelona, 10 octubre), conocida como Bea Espejo, es una  especialista en arte contemporáneo española, con una amplia trayectoria como redactora y crítica de arte en diferentes medios de comunicación. Desde 2017 es responsable de la sección de arte en el diario El País.

## Biografía
Licenciada en Historia del Arte por la Universidad de Barcelona y máster en Crítica de Arte y Comunicación por la Universidad de Gerona. Fue crítica de arte de El Cultural de El Mundo, entre julio de 2008 y diciembre de 2016. Desde 2007 es responsable de la sección de arte de Babelia, el suplemento de cultura del diario El País.

## Desarrollo profesional
Bea Espejo empieza su actividad en el arte contemporáneo en el año 2002, cuando empezó a trabajar en el equipo de la galería Estrany de la Mota de Barcelona. Esta galería ha sido una de las más relevantes del panorama español, allí entró en contacto con los artistas que trabajaban con la galería, y conoció los entresijos del sistema del arte. Estos conocimientos complementaron su formación académica, desde la parte creativa del artista a la parte más comercial del arte y le dieron una visión más universal que se ha reflejado en los textos de catálogos, comisariado de exposiciones y la crítica de arte que ejerció en sus comienzos en el suplemento cultural de la Vanguardia de Barcelona. Como ella afirma:

“La crítica me empezó a interesar por ser una herramienta de análisis y pensamiento, que te permite acortar o ensanchar distancias y por ser un lugar que te lleva a otros lugares. También por su capacidad de plantear preguntas y de ensayar respuestas"

El diario El País, ha hecho una labor de recopilación archivista en Internet de los autores que han publicado o sobre los que se ha escrito, por lo que aúna en su web todos los artículos publicados por Espejo.
La Dirección General de Promoción Cultural de la Comunidad de Madrid, dentro de sus políticas y líneas de trabajo en torno a las artes visuales, creó el programa de formación Madrid 45. Para llevarlo a cabo nombró a Espejo directora del programa. Sus objetivos son complementar aquellos aspectos que no están incluidos específicamente en los programas académicos relacionados con las artes plásticas y visuales, para dinamizar el contexto artístico de la Comunidad de Madrid.
Entre las menciones a su trabajo destaca el premio GAC 2017 a la crítica de arte.
Ha impartido talleres y conferencias en importantes centros de arte, y ha comisariado diversas exposiciones de artistas contemporáneos como la de Ana Laura Alaez, En 2022 fue la comisaria del Pabellón español en la Bienal de Venecia, que presentó el trabajo del también catalán Ignasi Aballí.